# 収玄寺
収玄寺（しゅうげんじ）は、神奈川県鎌倉市にある日蓮宗の寺院。山号は四条山。本尊は十界曼荼羅。旧本山は行時山光則寺。池上・土富店法縁。

## 歴史
江戸時代後期の文政年間（1818年－1829年）に日蓮の信者であった鎌倉時代の武士四条頼基（四条金吾、収玄院日頼）の邸宅跡に創建された収玄庵に始まるとされる。その後、寺に改められ大正時代末の本堂の改築にあわせて現在の寺号となった。

## 境内
東郷平八郎の揮毫による「四条金吾邸址」の石碑がある。

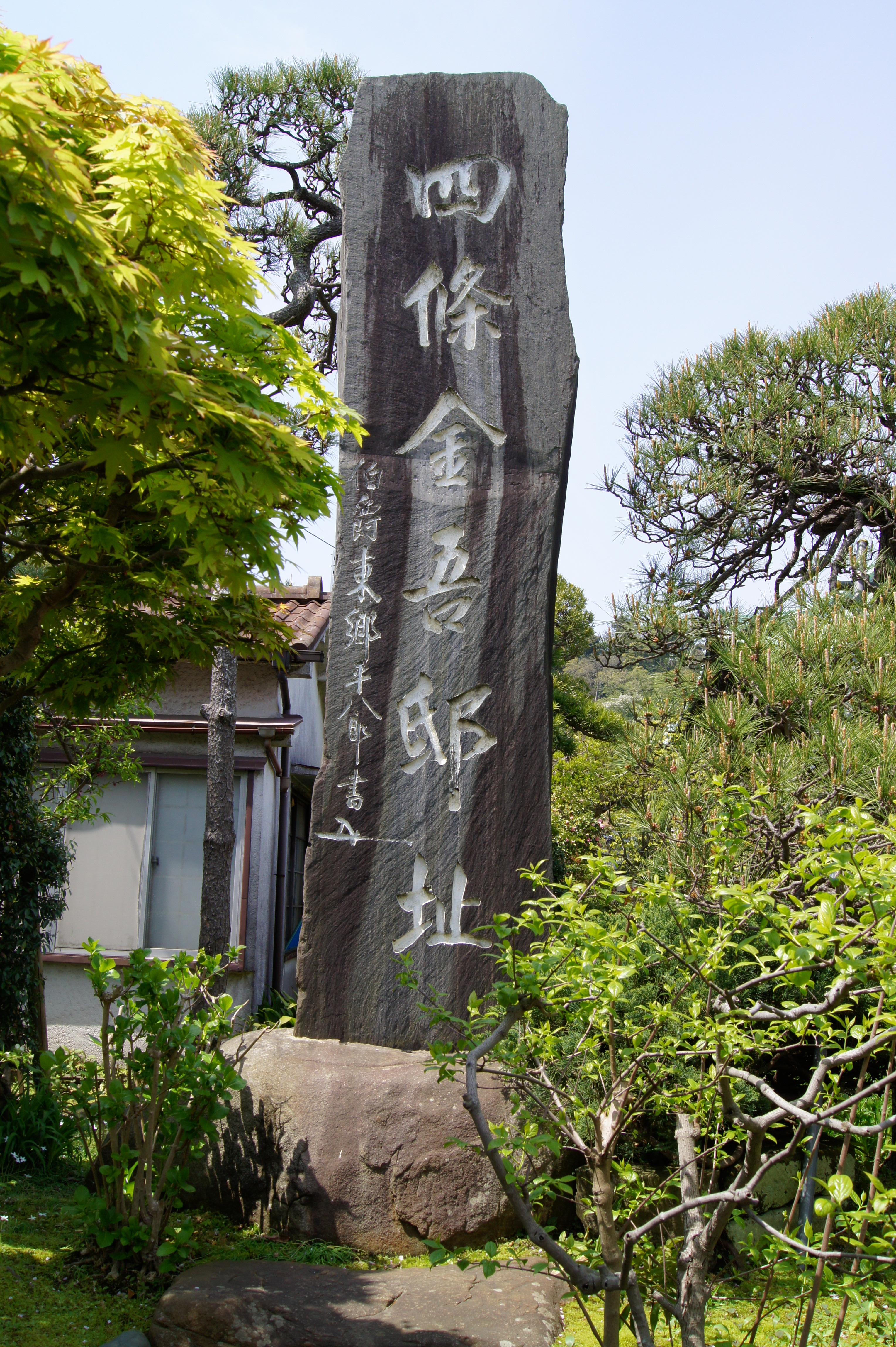
「四条金吾邸址」の石碑

## 歴代
- 収玄院日頼

## 所在地
- 神奈川県鎌倉市長谷2-15-12
  - 最寄り駅：江ノ島電鉄長谷駅

## 関連人物
- 片野達朗 - 三男。

## 関連資料
- 日蓮宗寺院大鑑編集委員会『宗祖第七百遠忌記念出版 日蓮宗寺院大鑑』大本山池上本門寺 (1981年)